# Trichosalpinx egleri
Trichosalpinx egleri é uma espécie de orquídea (Orchidaceae) originária do Brasil.